# زندان دوله تو
زندان دوله تو واقع در روستای دوله تو بود و تحت کنترل حزب دموکرات کردستان ایران قرار داشت و چند صد نفر از زندانیان نیروهای دولتی اعم از سپاه پاسداران انقلاب اسلامی، ارتش جمهوری اسلامی ایران، ژاندارمری جمهوری اسلامی ایران، جهاد سازندگی و پیش‌مرگان کرد مسلمان در آن نگهداری می‌شدند. این زندان در ۱۷ اردیبهشت ۱۳۶۰ توسط هواپیماها و هلیکوپترهای کشور عراق بمباران شد و تعداد زیادی از اسرای درون آن کشته‌ شدند.

## موقعیت زندان
این زندان موقت در یک اصطبل واقع در روستای دوله تو در شمال غربی سردشت و در نقطه صفر مرزی میان ایران و عراق در کنار روستاهای «الواتان» «میرآباد» و «مزرعه» و دارای مرز مشترک با عراق قرار داشت که از آن برای نگهداری موقت افراد دستگیرشده از نیروهای نظامی و انتظامی و سازمان‌های انقلابی و پیش‌مرگان کرد مسلمان، استفاده می‌گردید؛ موقعیت زندان از یک سو مشرف به کوه و از سویی مجاور به رودخانه بود. این زندان تحت کنترل حزب دموکرات کردستان قرار داشت، اما به گفته برخی زندانیان به جا مانده از واقعه بمباران، نیروهای سایر احزاب مخالف نظام جمهوری اسلامی ایران که در کردستان حضور نظامی و غیرنظامی داشتند  نیز در میان زندانبانان دیده‌ می‌شد.ز
زندان دارای هشت اتاق و ۲۱۳ زندانی بود.

## وضعیت زندانیان
زندانیان به جامانده از بمباران، وضعیت تأسف بار زندان را همراه با شکنجه و بیگاری اسرا، وضعیت بد اسکان (به دلیل اصطبل بودن محل) در سرمای شدید منطقه، وضعیت بد تغذیه و فقدان امکانات بهداشتی و درمانی و سایر استانداردهای زندان را توصیف‌ می‌کنند.
غذای زندانیان شامل، تکه‌ای نان و کاسه‌ای آب و نخود پخته (به زبان محلی به آن نوخه کُلیا می‌گفتند) و یا آب گوجه و بعضی مواقع هم گندم در شبانه روز توصیف گردیده‌است. زندانیان از دسترسی به پزشک و امکانات درمانی محروم بودند. 
داوود خاکپور یکی از زندانیان این زندان می‌گوید:
یک اعدام مصنوعی هم داشتند، که ما را چشم بسته به درخت بستند و لوله تفنگ را هم گذاشتند کنار صورت‌مان و چند خشاب خالی کردند حتی همین حالا هم وقتی می‌خواهم استراحت کنم و به خواب بروم همان ابتدای خوابیدن به صورت ناگهانی از زمین می‌پرم بالا، هنوز تشنج آن روز را در خودم حس می‌کنم.

## زندان بانان
به گفته زندانیان،ایرج سلطانی (از خلبانان ارتش شاهنشاهی)، عبدالله سرخه (عبدالله امینی) از زندانبانان بودند.
به گفته یکی از زندانیان، خواهرزاده قاسملو موسوم به «سروان امید» نیز به زندان،رفت و آمد داشته و یکبار پس از شکایت آنان از رفتار رئیس زندان،عبدالله سرخه را تعویض کرده‌است.

## بمباران زندان
به نوشته «وبگاه بولتن نیوز» به نقل از «وبگاه دیار و نادیار»، سایت اختصاصی کشته‌ شدگان ترور در کردستان، نیروهای دو سازمان و حزب فعال در کردستان (کومله و دموکرات) ضمن دیدار با مقامات ارتش عراق برای بمباران و قتل عام زندانیان این زندان با مقامات عراقی دیدار کرده بودند. فراخواندن زندانیان به داخل اتاق‌ها (بر خلاف رویه جاری و مرسوم که برای بیگاری و امور دیگر بیرون از اتاق بودند) و کاهش زندانبانان و دور شدن از محل پیش از بمباران نیز دلایل دیگری است که زندانیان برای هماهنگی میان حزب دموکرات و عراق در بمباران این زندان می‌دانند. احزاب دموکرات کردستان ایران و کومله با حمایت تسلیحاتی از جانب عراق، در جنگ علیه ایران سال‌ها فعالیت‌ کردند.
به نوشته وبگاه دیار و نادیار سه نفر، به نمایندگی از طرف حزب دموکرات و دو نفر از طرف گروهک کومله با افسران حزب بعث عراق مستقر در اداره استخبارات کرکوک ملاقات و برای بمباران زندان هماهنگی‌ کردند.

رضا رستمی نویسنده کتاب زندان دوله‌ تو معتقد است: 
روز حادثه پرچم‌های سفیدی روی زندان نصب می‌شود تا بالگرد‌ها و جنگنده‌های عراقی، محل زندان را به خوبی شناسایی‌ کنند.
در روز ۱۷ اردیبهشت ۱۳۶۰ و پس از آنکه نیروهای ارتش جمهوری اسلامی ایران و سپاه پاسداران بخش‌های عمده کردستان را از کنترل نیروهای حزب دموکرات خارج کرده بودند و پیشروی به سمت مرز ادامه داشت، نیروی هوایی عراق زندان را بمباران کرد. در نتیجه بیش از ۵۰ تن از زندانیان کشته و تعدادی نیز زخمی شدند. پس از آن نیز هلیکوپترهای ارتش عراق به گلوله‌باران سایر زندانیان سالم  پرداختند. زندانیان می‌گویند که بخش عمده‌ای از زندانبانان پیش از بمباران زندان به کوه‌های اطراف گریختند و تعداد زندانبانان به ۱۲ تن کاهش یافته بود. یکی از زندانیان واقعه را چنین شرح می‌دهد:
همان روزی که هواپیماهای عراقی برای شناسایی آمده بودند ساعت ۷ صبح بود. دیدم که امیر خلبان [ایرج سلطانی] که چند نفری را هم کشته بود روی پشت بام زندان ایستاده و به آسمان نگاه می‌کند، انگار منتظر بود...... ساعت یازده شده بود، ناگهان سوت زدند و اعلام کردند که سریعا برویم داخل اتاق‌هایمان. در همان حال من دیدم که یک هواپیمای سفید (فکر کنم سوخو ۲۳ یا ۲۵ بود) وارد فضای ایران شده، هواپیما که وارد شد، کلا این قضایا پنج دقیقه هم طول نکشید که بلافاصله صدای غرش آن‌ها بلند شد،... بعد هم آنچنان صدای مهیبی آمد که خیلی عجیب بود. آمد پایین‌تر و یک بمب انداخت آن سوی زندان، بعد هم بمب‌های بعدی‌اش را همان حول و حوش ریخت و رفت. سپس هواپیمای دوم آمد، این هواپیما هم مثل همان اولی چهار بمب خود را ریخت روی طرف دیگر زندان و رفت.جالب اینجا بود که موقع بمباران حتی نگهبان‌ها هم رفته بودند و غیر از یک نگهبان که آن هم بر اثر ترکش، کمرش قطع شده بود هیچ نگهبانی حضور نداشت. یعنی نگهبان‌ها هم در جریان این توطئه و همدستی دموکرات و رژیم بعثی بودند. فقط ما داخل زندان بودیم.
تعداد دیگری از زندانیان نیز در طول اسارت کشته شدند.

## پس از بمباران
پس از بمباران اجساد زندانیان به ایران تحویل داده شد. گفته می‌شود که برخی اجساد نیز در محل دفن شده‌ است. سایر زندانیان زنده مانده به زندان دیگری در الواتان منتقل گردیدند. پس از چندین ماه و ادامه پیشروی نیروهای ایران در مناطق مختلف جنگی و آزادی خرمشهر، حزب دموکرات آخرین زندان خود را در گناب از دست داد و پس از التیماتوم نیروهای سپاه پاسداران انقلاب اسلامی، زندانیان در ۳۰ مهر ۱۳۶۲ توسط حزب دموکرات آزاد و در سردشت مورد استقبال قرار گرفتند.

### فیلم
در سال ۱۳۶۳ فیلمی به نام «زندان دوله تو» به نویسندگی و کارگردانی، رحیم رحیمی‌پور و با بازی عبدالرضا اکبری، علی امیدوار، امین خرم دل ساخته‌ شد.

### کتاب
- سپیدار‌های آن‌سوی دوله‌ تو

این کتاب روایت اسارت ناصر حیدری چترباز نیروی مخصوص ارتش است که در سال ۱۳۵۸ به دست نیروهای دموکرات کردستان اسیر و در زندان دوله‌تو زندانی می‌شود.
- زندان دوله‌تو (خاطرات اسرای سرزمین بی‌غروب)

## منبع‌ها
1. ↑  «روایتی از جنایات دموکرات‌ها در زندان «دوله‌تو»». فارس.
2. ↑  «دمکرات و کومله و فاجعه دولتو». بولتن نیوز.
3. ↑  «دموکرات‌ها گرای بمباران «دوله‌تو» را به بعثی‌ها داده بودند». جوان آنلاین.
4. ↑  «شیوه‌ ارائه آثار دفاع مقدس برای تأثیرگذاری بر مخاطب باید متنوع‌تر شود». خبرگزاری کتاب ایران.
5. ↑  «شهید نماز هوانیروز». روزنامه رسالت.
6. ↑  «زندان دوله تو (۱۳۶۳)». سوره.
7. ↑  «شیوه‌ ارائه آثار دفاع مقدس برای تأثیرگذاری بر مخاطب باید متنوع‌تر شود». خبرگزاری کتاب ایران.
8. ↑  «کتاب «سپیدار‌های آن‌سوی دوله‌تو» منتشر شد». روزنامه ایران.[پیوند مرده]